# Transcripció musical

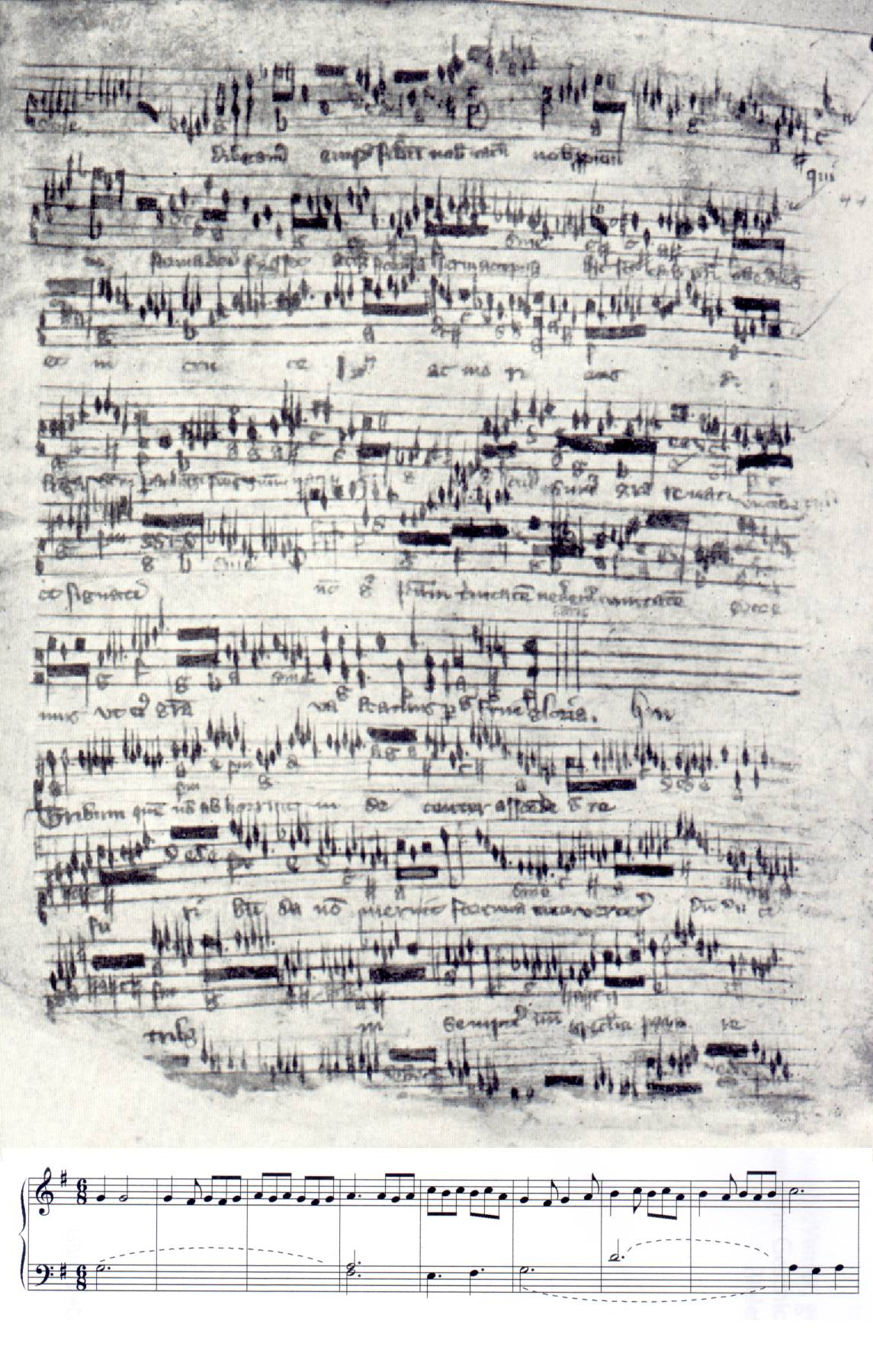
Composició Tribum, quem non abhorruit del Còdex Robertsbridge, i transcripció dels primers compassos

La transcripció, en música, pot referir-se al procés i a la vegada el resultat de:
- Adaptar una peça musical originalment pensada, composta o escrita per a un instrument musical o per a una agrupació musical, per a un instrument o agrupació diferent.[1]
- Reescriure en el sistema modern, actual, de notació musical, una composició escrita en un sistema emprat en èpoques passades.
- Escriure la partitura d'una composició pertanyent a un estil que habitualment no utilitza l'escriptura musical,[2] principalment de la música tradicional o de la popular.[3]
- Transportar una composició musical.

## La transcripció com a canvi de medi sonor
La transcripció entesa com a reescriptura per a un instrument, veu o conjunt diferent permet que les composicions musicals puguin difondre's molt més, atès que això multiplica les possibilitats que sigui interpretada. A la vegada l'enriqueix amb matisos nous, encara que -a voltes- això pugui ser a costa de desvirtuar o fins i tot trair, les intencions originals del compositor. Des d'un altre punt de vista, permet que alguns instruments que tenen poc repertori o bé poc repertori d'un determinat estil, puguin -d'aquesta manera- ampliar-lo i enriquir-lo. Són exemples del primer cas, les nombrosíssimes transcripcions de simfonies originalment escrites per a orquestra, per a piano, sobretot durant els segles xviii i xix, cosa que va convertir aquestes obres pensades per a la sala de concerts en música domèstica. Algunes d'elles com les que Franz Liszt va fer de les de Beethoven són autèntiques obres d'art. Exemplifiquen el segon cas les transcripcions de música dels períodes barroc o clàssic per a instruments que en aquell moment o bé no existien com és el cas de l'acordió, o van generar poc repertori de concert com és el cas de la guitarra; també les transcripcions per a quintet de metall d'obres d'autors i períodes en què aquest conjunt gaudia de menys popularitat.

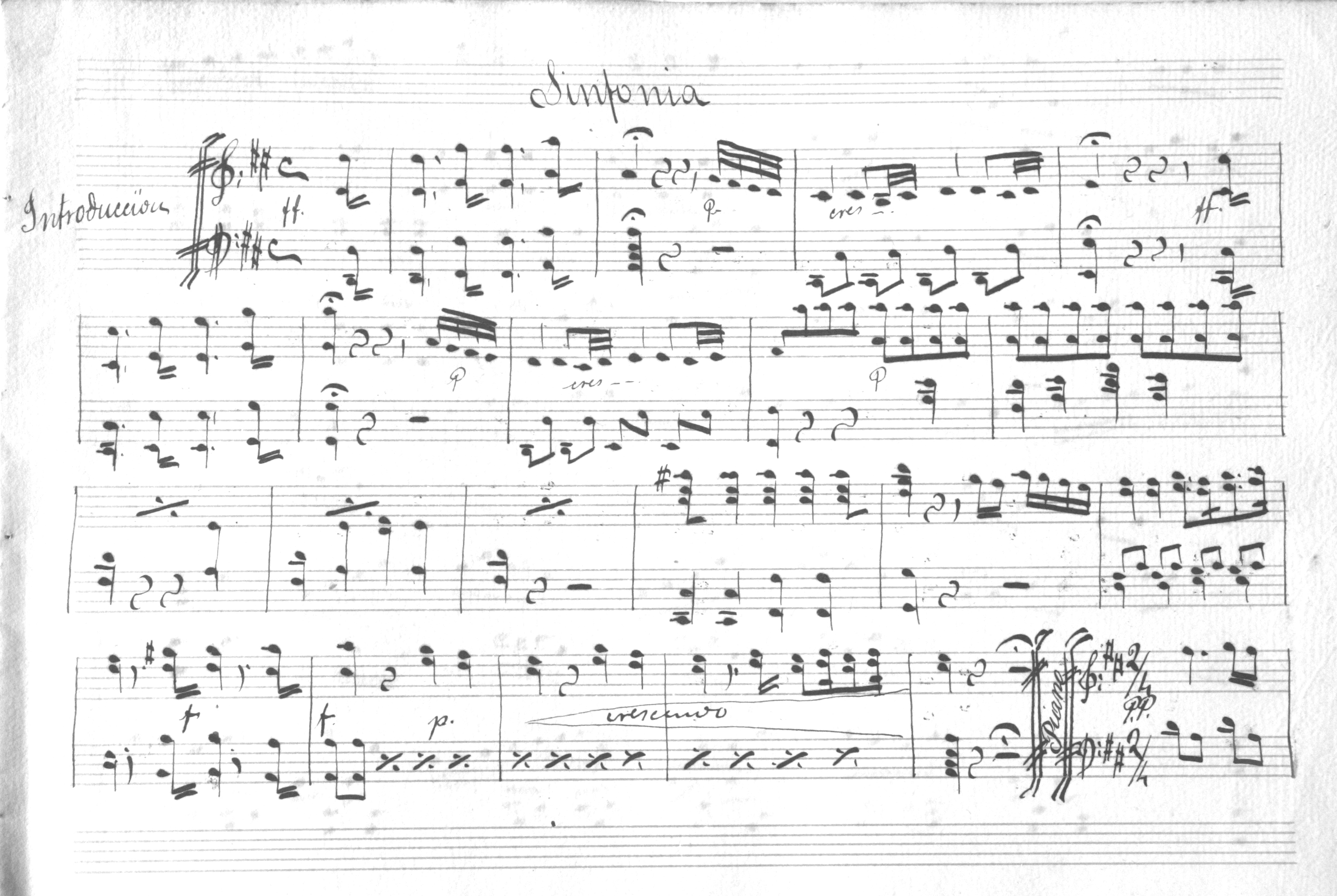
Uns simfonia -originalment escrita per a orquestra per Carles Baguer, en una transcripció per a piano.

Habitualment, amb la transcripció, la composició adquireix elements idiomàtics de l'instrument per al qual es fa la transcripció, al mateix temps que -sovint- en perd dels que corresponien a la versió original, tot i que és habitual que l'arranjador intenti que les pèrdues siguin mínimes.
Un cas força habitual de transcripció és el cas de l'acompanyament a un instrument solista, habitualment a càrrec d'una orquestra -en el cas dels concerts-, perquè sigui fet per un piano. Aquest tipus de transcripcions tenen un ús molt ample en el terreny de l'educació musical i força menor en el dels concerts.
En els casos en què la transcripció a un instrument o grup d'instruments i/o veus diferent és a un sol instrument quan l'original era per a més d'un, o a un grup més petit que l'original, és habitual referir-s'hi com a reducció. Així, en el cas dels concerts en què la part orquestra ha estat transcrita per a piano és habitual parlar de "reducció pianística de la part orquestral".

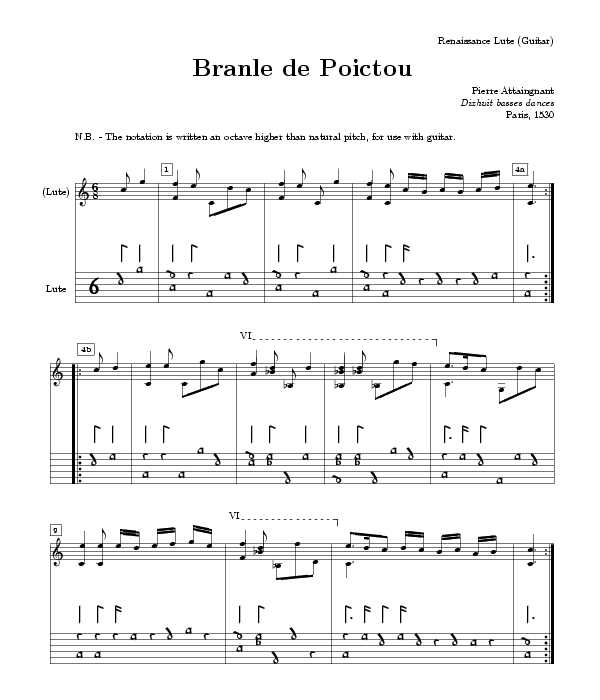
Branle de Poictou, de Pierre Attaignant, originalment escrit en tabulatura de llaüt i transcrit a notació moderna

Especialment en els casos de reduccions però no només, la transcripció com a canvi de medi sonor sovint comporta, alhora, un canvi de gènere, especialment quan implica un canvi de format, en passar de música orquestral a música de cambra o a la inversa com en el cas de la transcripció que Txaikovski va fer de quatre peces per a piano de Mozart en forma de suite orquestral titulada Mozartiana. en aquest cas es tracta d'una orquestració, que no sols és un cas concret de transcripció, sinó una tècnica molt específica.
En general, en tots els casos en què la transcripció implica un canvi d'instrument i -per tant- també de tímbric, hom empra, també, el mot arranjament per a referir-s'hi.
 Anton Reicha: Variacions per a fagot i quartet de corda en una transcripció (o reducció) per a fagot i piano (?·pàg.)
 Primer moviment dels Quadres d'una exposició de Modest Mussorgsky, transcrits per a dos pianos (?·pàg.)

## Transcripció com a escriptura moderna

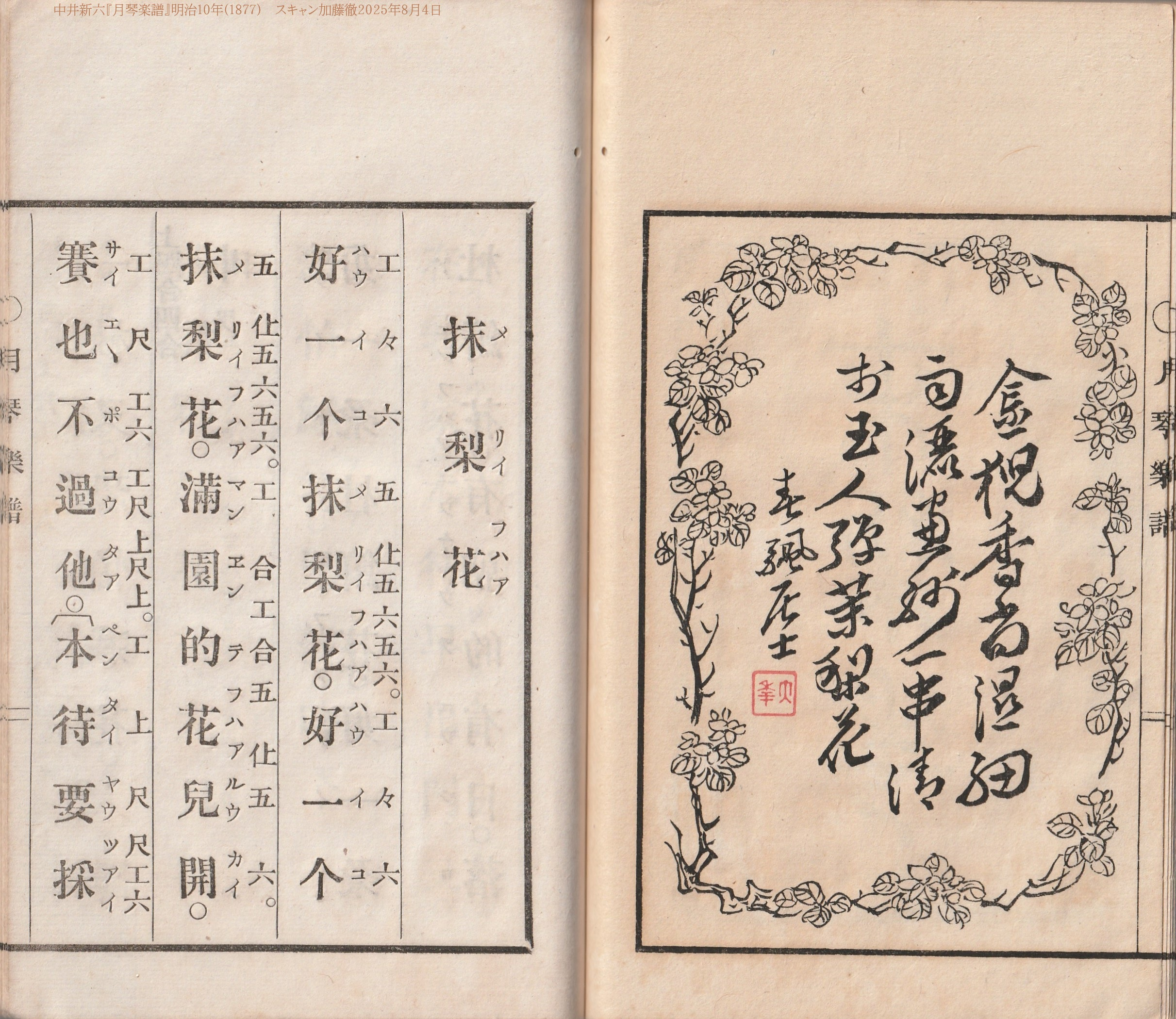
Molihua, cançó tradicional xinesa, en el llibre "月琴楽譜" editat el 1877, i en notació xinesa

La transcripció també té el sentit de translació d'un text musical originalment escrit en una notació que avui no tots els professionals de la músic poden llegir. Amb el moviment de l'anomenada música antiga, que ha fet que es valorés especialment la capacitat de l'intèrpret de llegir directament de les fonts primàries, les transcripcions de composicions medievals i renaixentistes ha perdut part del seu valor; així i tot continua essent necessària.
La transcripció s'enfronta amb problemes diversos cm per exemple la transcripció del ritme en músiques originalment anotades amb sistemes que no recollien amb precisió aquest aspecte.

## Transcripció de músiques orals

Transcripció de la cançó tradicional xinesa Molihua a notació occidental

També es considera un acte de transcripció el d'anotar per escrit una determinada música que originalment s'ha transmès de manera oral o que pertany a un gènere que habitualment es transmet de forma oral. Aquest és el cas de la música folklòrica i d'algunes músiques populars com el rock i gèneres afins o el jazz. Atès que el jazz ja és una música molt academitzada, la transcripció de determinats solos improvisats d'intèrprets de renom tenen una important aplicació en el món de l'ensenyament.
Per la seva banda, la transcripció de música tradicional -amb els corresponents problemes derivats d'anotar efectes sonors no presents en la música clàssica occidental per a la qual aquest sistema va ser creat- és d'especial interès per a l'etnomusicologia i és una de les tasques que habitualment porten a terme els folkloristes i etnomusicòlegs.

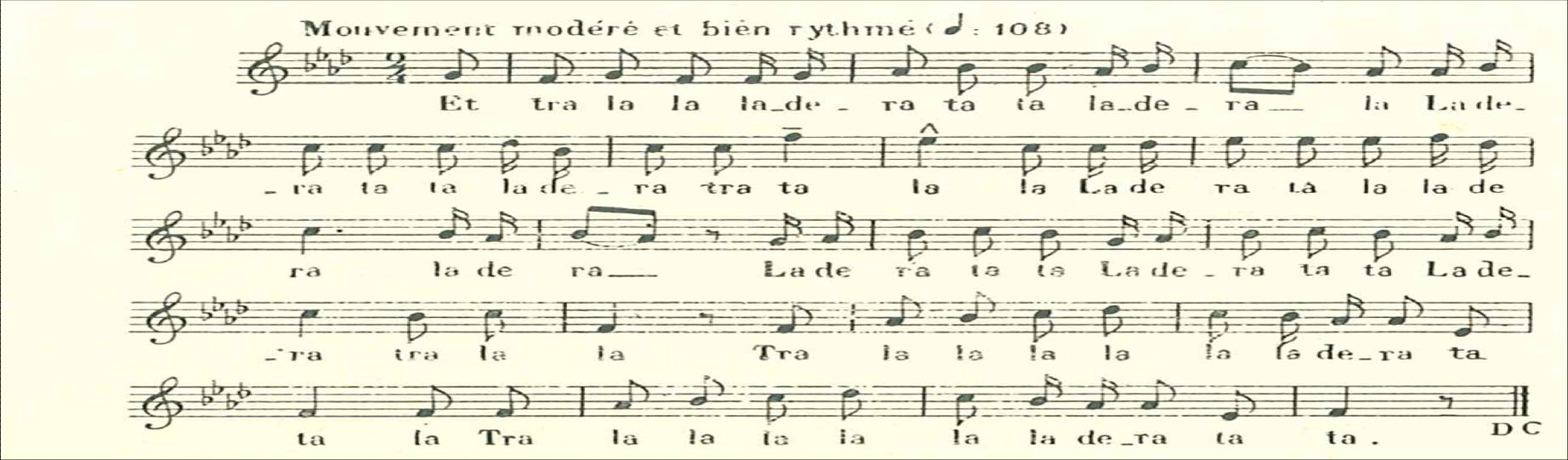
Transcripció d'una cançó tradicional de Briançon, en una edició del 1914

## Transcripció com a transport
Aquesta accepció del mot és especialment freqüent en el cas de la música vocal solista, i més concretament en el cas del lied on és considerat normal que una composició originalment pensada per a una veu i, per tant, en una determinada tessitura, pugui ser cantada per una altra, ja sigui més aguda o més greu; entenent que es traspassa a una altra veu i -en certa manera- a un altre instrument, s'empra la denominació de transcripció.